# Bainville-sur-Madon
Bainville-sur-Madon (1793 noch mit der Schreibweise Brainville) ist eine französische Gemeinde mit 1443 Einwohnern (Stand 1. Januar 2022) im Département Meurthe-et-Moselle in der Region Grand Est. Sie gehört zum Arrondissement Nancy und zum Gemeindeverband Moselle et Madon.

## Geografie
Die Gemeinde Bainville-sur-Madon liegt im Norden der Landschaft Saintois am unteren Madon, fünf Kilometer vor dessen Mündung in die Mosel und 15 Kilometer südlich von Nancy.
Das 5,91 km² umfassende Gemeindegebiet erstreckt sich vom Flusstal des Madon, der teilweise die östliche Gemeindegrenze bildet, in Richtung Südwesten über die Mulde des Madon-Nebenflusses Ruisseau de Viterne bis auf die Hochebene Sainte-Barbe nordwestlich des Kernortes, die sich fast 200 Meter über das Madontal erhebt. Zum Gemeindegebiet Bainvilles gehört ein großer Teil des auf der Hochebene liegenden Flugplatzes von Pont-Saint-Vincent und das ehemalige Fort Pélissier. Die Umgebung Bainvilles ist von Äckern geprägt, die Hänge der Hochebene sind bewaldet, was aber nur einem 5%igen Waldanteil an der gesamten Gemeindefläche entspricht.
Nachbargemeinden von Bainville-sur-Madon sind Pont-Saint-Vincent im Norden, Méréville im Osten, Frolois im Südosten, Xeuilley im Süden sowie Maizières im Westen.

## Geschichte
In der Mitte des 19. Jahrhunderts wurden auf dem Sainte-Barbe-Plateau zwischen Bainville und Pont-Saint-Vincent zahlreiche Gräber entdeckt, deren Beigaben aus der Zeit der gallo-römischen Kultur auf eine lange Siedlungsgeschichte in diesem Raum hindeuten.
Die Kirche St. Martin wurde im 17. Jahrhundert errichtet.
Von 1878 bis 1881 wurde auf dem weithin sichtbaren Sporn des Plateaus Sainte-Barbe das Fort Pélissier als Sperre für das südliche Hinterland von Nancy errichtet. Die mehrmals modernisierte Festung mit angeschlossenem Flugplatz diente bis 1996 militärischen Zwecken, zuletzt als Trainingszentrum. Eine Gruppe von Enthusiasten kaufte das brachliegende Gelände 1999 mit dem Ziel der Errichtung eines Freizeitparkes, der im Mai 2005 als Fort Aventure eröffnet wurde und zwei Jahre später den 30.000. Besucher begrüßen konnte.

### Bevölkerungsentwicklung
| Jahr                       | 1962 | 1968 | 1975 | 1982 | 1990 | 1999 | 2010 | 2021 |
| Einwohner                  | 618  | 677  | 747  | 906  | 1051 | 1170 | 1349 | 1448 |
| Quellen: Cassini und INSEE |      |      |      |      |      |      |      |      |

## Sehenswürdigkeiten

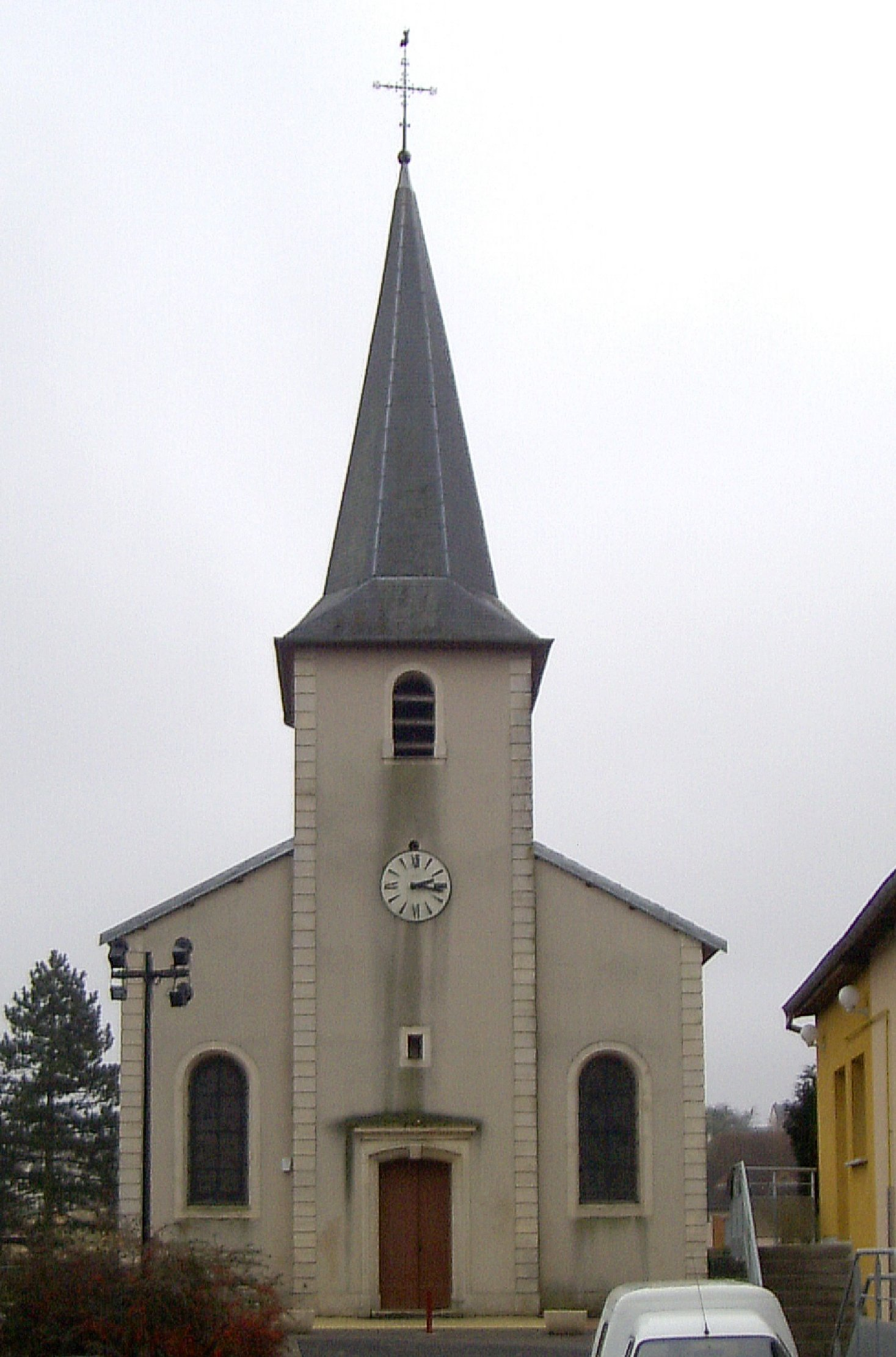
Kirche St. Martin

- Kirche Saint-Martin

## Wirtschaft und Infrastruktur
In der Gemeinde sind fünf Landwirtschaftsbetriebe ansässig (Getreideanbau, Pferdezucht). Im Ort sind darüber hinaus kleine Handwerks- und Dienstleistungsbetriebe tätig. Seit den 1980er Jahren stieg die Einwohnerzahl Bainvilles beständig, was hauptsächlich auf den Zuzug von Beschäftigten der Industrie- und Dienstleistungsgebiete aus dem nahen Ballungsraum Nancy / Ludres / Neuves-Maisons zurückzuführen ist.
Bainville-sur-Madon ist Schulstandort (l’école Jacques Callot) auch für die kleineren Nachbargemeinden.
Die Gemeinde Bainville-sur-Madon ist über Départementsstraßen mit den Nachbargemeinden verbunden. Südlich und nordöstlich des Kernortes besteht Anschluss an die Schnellstraße D 331, die Neufchâteau an der Autoroute A31 (Beaune–Luxemburg) mit Ludres an der Autoroute A330 (Vandœuvre-lès-Nancy-Richardménil) verbindet. Der Bahnhof Bainville liegt an der Bahnlinie Nancy–Mirecourt-Dijon, die vom Verkehrsunternehmen TER Grand Est betrieben wird.

## Belege
1. ↑  Ortsname auf cassini.ehess.fr
2. ↑  Epoque gallo-romaine
3. ↑  Landwirtschaftsbetriebe auf annuaire-mairie.fr (französisch)